# Involucroscypha involucrata
Involucroscypha involucrata är en svampart som först beskrevs av B. Erikss., och fick sitt nu gällande namn av Raitv. 2002. Enligt Catalogue of Life ingår Involucroscypha involucrata i släktet Involucroscypha, ordningen disksvampar, klassen Leotiomycetes, divisionen sporsäcksvampar och riket svampar, men enligt Dyntaxa är tillhörigheten istället släktet Involucroscypha, familjen Dermateaceae, ordningen disksvampar, klassen Leotiomycetes, divisionen sporsäcksvampar och riket svampar. Arten är reproducerande i Sverige. Inga underarter finns listade i Catalogue of Life.